# Natt i Lissabon
Natt i Lissabon är en roman av Erich Maria Remarque, utgiven1962, i svensk översättning 1963.

## Handling
Boken handlar om den tyske emigranten Ludwig som försöker ta sig ut ur ett ockuperat Europa. En natt i Lissabon tillbringar han tillsammans med en man som ordnat biljetter till USA för att komma undan koncentrationslägren och krigets fasa. Som gentjänst ska Ludwig lyssna till mannens berättelse, som varar natten ut. Ett helt liv passerar revy.